# Baldwin (hrabstwo Chemung)
Baldwin – miasto w Stanach Zjednoczonych, w stanie Nowy Jork, w hrabstwie Chemung.